# Marčana
Marčana (serbiska: Марчана) är en ort i Kroatien.   Den ligger i länet Istrien, i den västra delen av landet, 190 km sydväst om huvudstaden Zagreb. Marčana ligger 159 meter över havet och antalet invånare är 1 020.
Terrängen runt Marčana är huvudsakligen platt, men österut är den kuperad. Terrängen runt Marčana sluttar söderut.  Närmaste större samhälle är Pula, 12,7 km sydväst om Marčana. I omgivningarna runt Marčana växer i huvudsak blandskog.